# 灰头鹀

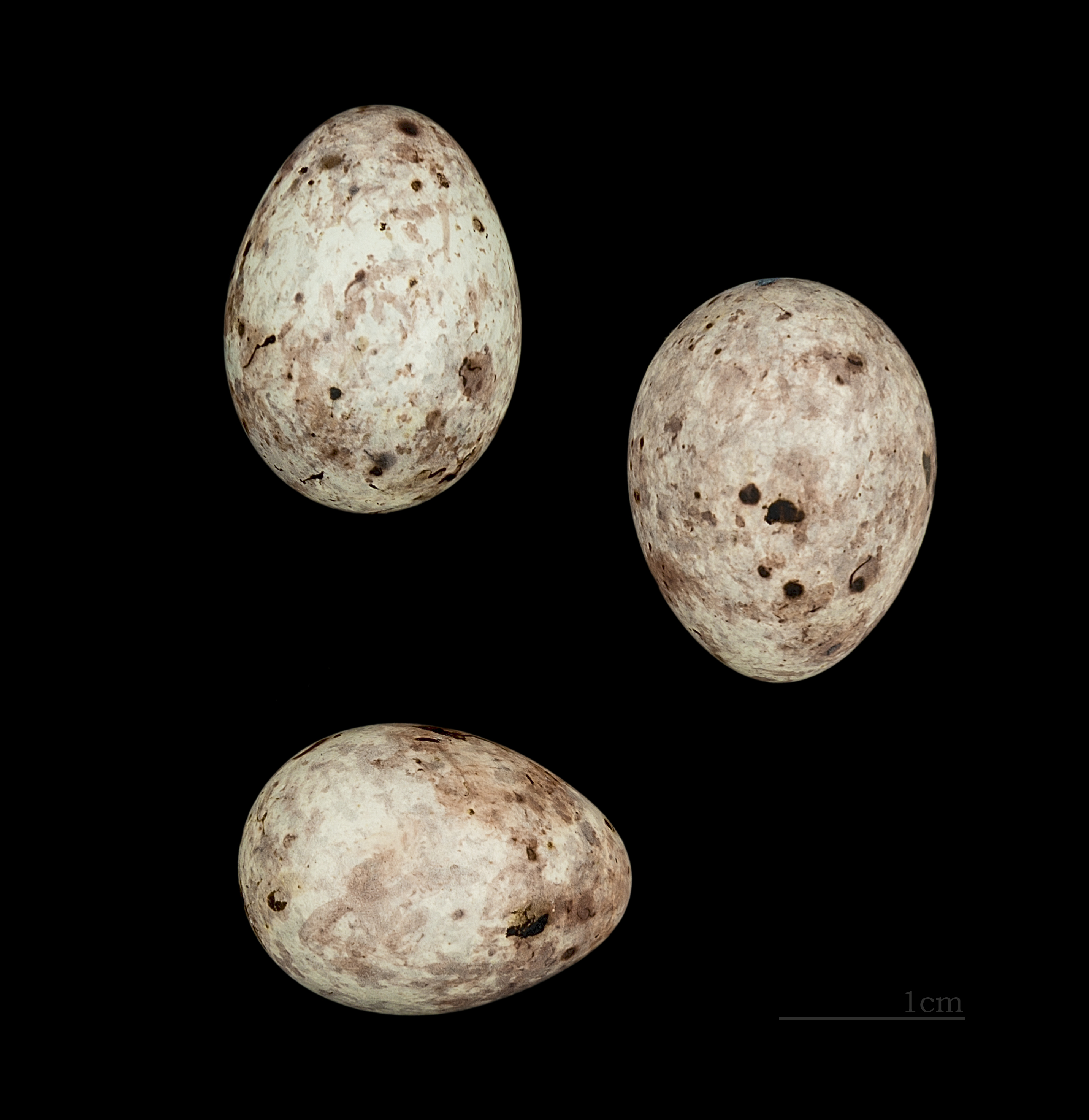
Emberiza spodocephala

灰头鹀，又名黑脸鹀、青头雀、蓬鹀、青头鬼儿、青头愣。

## 生态环境
灰头鹀广泛活动于海拔3000米以下的平原和中高山地区，生活于山区的河谷溪流，平原灌丛和较稀疏的林地、耕地等环境中，常常结成小群活动，但是在繁殖季节回成对活动，生性大胆，不怕人，常能与人非常接近。

## 分布地域
灰头鹀主要分布在欧亚大陆东部，见于俄罗斯西伯利亚、朝鲜、日本、印度、缅甸、尼泊尔；在中国见于东北地区、华北大部、华中和华南大部，其分布南限直抵广东沿海，分布西限在云南、四川、陕西、甘肃一线，在海南岛和台湾等离岛亦有本物种东方亚种的分布。

## 特征
灰头鹀体形略大，约17厘米左右，雄雌个体同形异色。分为三个亚种，亚种之间有一定的差异。

### 指名亚种
- 雄性：头颈部、枕部、喉部均为青灰色，颜色中略先橄榄绿；嘴基部、眼先、面颊等部位颜色略深显灰黑色；上背和肩部呈橄榄绿色微沾红褐色，下背、腰部以及尾上覆羽褐色并带黑色纵纹；两枚外侧尾羽外胛白色，其余尾羽褐色；双翅中覆羽和大覆羽羽缘白色，在翅膀上形成两道翅斑，飞羽、和覆羽的其他部位均呈褐色色调；胸部和两胁呈淡淡的硫磺色，胁部还缀有褐色纵纹，愈向后，硫磺色愈淡，腹部和尾下覆羽呈白色。
- 雌鸟头颈部以褐色为基调，眉纹和颊纹细长呈黄白色，颊纹在耳羽后向上延伸与眉纹相连，耳羽褐色羽轴黑色，颌部色浅淡；上体余部与雄性相似，下体自喉至胸部及两胁黄色，胸测和胁部具褐色纵斑，总体颜色不及雄性鲜明。

### 东方亚种
- 雄性：头部颜色较指名亚种更偏橄榄绿色，胸部的硫磺色更加饱满，黄色区域延伸至下腹部，两胁的褐色纵斑较指名亚种黯淡。
- 雌性：面部颊纹较指名亚种模糊胸部和腹部密布褐色纵纹，纵纹之密颜色之深远甚于指名亚种。

日本亚种现已被归类为单独的物种花脸鹀（也称「日本灰头鹀」）。

## 繁殖与保护
鹀属鸟类多系食谷鸟，灰头鹀亦不例外。据野外观察，灰头鹀鹀冬春季食谱以野生草种、植物果实和各种谷物为主，但是在夏季本物种以昆虫为主要食物。
灰头鹀在每年的5月中旬开始求偶，5月下旬到6月中旬筑巢，巢呈碗状，以草茎、草根和树叶等材料交织而成，内垫马鬃兽毛，细草等柔软材料，巢平均外径约9厘米，平均内径约5厘米，高7厘米，深3－4厘米，巢址选择在低矮灌丛的地面或者近地面的树枝上。本物筑巢之后即行产卵，每巢产卵5枚左右，卵呈天蓝色，表面散布褐色斑点，孵化期12－13天。雏鸟生长迅速，留巢期12－13天，据郑光美等人的研究，雏鸟体重生长符合logistic方程，渐近线15.3g，拐点3.85天，增长率0.557，其生长方程的具体形式为：
{\displaystyle W={\frac {15.3}{1+e^{-0.557(t-3.85)}}}}
本物种未被列入保护动物目录，其在中国的分布地域广泛，种群数量较大，但是受到非法捕猎的威胁，种群数量呈下降趋势。由于中医理论认为灰头鹀除去羽毛及内脏的全体鲜用或焙干有补益、解毒的功能。因此本物种会被作为中药材而遭到捕猎和利用。